# Langenfeld (Bavière)
Pour les articles homonymes, voir Langenfeld.
Langenfeld est une commune de Bavière (Allemagne), située dans l'arrondissement de Neustadt an der Aisch-Bad Windsheim, dans le district de Moyenne-Franconie.